# 백용성 역 신역대장경(금강마하반야바라밀경)
백용성 역『신역대장경(新譯大藏經)』(금강마하반야바라밀경)은 대한민국 전북특별자치도 장수군 죽림정사에 있는 일제강점기의 불경이다.
2014년 10월 29일 대한민국의 국가등록문화재 제631호로 지정되었다.

## 개요
불교 경전의 대중화를 확립하는 데 크게 이바지 하였던 자료로 매우 중요하다.
일제강점기 시대 백용성 스님이 불경의 국역화를 통해 불교의 대중화를 꾀하고자 한 사실을 확인할 수 있으며, 후일 금강경 국역의 초석이 되었다.

## 같이 보기
- 백용성

## 참고 자료
- 백용성 역 신역대장경(금강마하반야바라밀경) - 국가유산청 국가유산포털